# Vladimír Novák
Vladimír Novák (16 de abril de 1948-12 de octubre de 2017) fue un deportista checoslovaco que compitió en judo. Ganó dos medallas en el Campeonato Europeo de Judo, bronce en 1975 y plata en 1976.

## Palmarés internacional
| Campeonato Europeo | Campeonato Europeo | Campeonato Europeo | Campeonato Europeo |
| Año                | Lugar              | Medalla            | Categoría          |
| ------------------ | ------------------ | ------------------ | ------------------ |
| 1975               | Lyon (Francia)     | Medalla de bronce  | +93 kg             |
| 1976               | Kiev (URSS)        | Medalla de plata   | Abierta            |